# النجم الرياضي ببنقردان (كرة اليد)
النجم الرياضي ببنقردان لكرة اليد (بالفرنسية: Étoile sportive de Bengardane (handball))‏، هو نادي كرة اليد تونسي تأسس في 10 أكتوبر 2023 بمدينة بنقردان، يرأس النادي عبد الكريم أبو علي.
يلعب مباراياته المحلية في القاعة متعددة الاختصاصات ببنقردان التي تبلغ سعتها 1000 متفرج.

## الهيئة المديرة
تركيبة الهيئة المديرة للنجم الرياضي ببنقردان لكرة اليد للموسم الرياضي 2023–2024
آخر تحديث 10 أكتوبر 2023.
| الإسم              | الخطة               |
| عبد الكريم أبو علي | الرئيس              |
| فيصل بوراسين       | رئيس فرع كرة اليد   |
| علي المفتاحي       | نائب رئيس الفرع     |
| سنية الغريبي       | الكاتبة العامة      |
| عائشة قتات         | مديرة تنفيذية للفرع |

## الطاقم الفني
تركيبة الطاقم الفني للنجم الرياضي ببنقردان لكرة اليد للموسم الرياضي 2023–2024
آخر تحديث 10 أكتوبر 2023.
| الإسم       | الخطة        |
| سفيان شيل   | مدرب الذكور  |
| عبير كسيكسي | مدربة الإناث |

## القاعة
يلعب نادي النجم الرياضي ببنقردان لكرة اليد مبارياته المحلية، في القاعة متعددة الاختصاصات ببنقردان التي تتسع ل 1,000 متفرج.
| - جانب من قاعة الرياضات الجماعية ببنقردان |

## مواضيع ذات علاقة
- كرة اليد في تونس.

## وصلات خارجية
- النجم الرياضي ببنقردان
- (بالفرنسية) الموقع الرسمي للجامعة التونسية لكرة اليد.